# Établissement public foncier de l'ouest Rhône-Alpes
L'Établissement public foncier de l'Ouest Rhône-Alpes, autrement appelé l'EPORA est l'un des dix opérateurs fonciers publics d'État (EPFE), ayant le statut d'établissement public d'État à caractère industriel ou commercial.
Acteur clé de l'action foncière, il intervient sur les départements de la Loire, du Rhône, de l'Isère, de la Drôme et de l'Ardèche.

## Histoire et Périmètre
L’EPORA a été créé en 1998 à la demande du président du Conseil Général de la Loire, Pascal Clément, une demande concrétisée par Jean-Claude Gayssot, alors ministre de l’Équipement, des Transports et du Logement.  Son périmètre et ses champs d’intervention ont régulièrement évolué pour répondre à la diversité des problématiques rencontrées par les collectivités.
Créé pour réagir à l’importante désindustrialisation de la Loire, l’EPORA a ensuite étendu son périmètre d’activité en 2007 et en 2013 pour couvrir 230 communes du Rhône (hors métropole de Lyon), la Drôme, l’Ardèche et 232 communes du nord du département de l’Isère. Le périmètre d'intervention de l’EPORA couvre aujourd’hui un tiers de la région Auvergne-Rhône-Alpes. 
Organisé de manière décentralisée avec trois directions territoriales situées à Saint-Étienne, Givors et près de Valence, l’EPORA est au plus proche des 1500 communes et des 65 intercommunalités (au 1er janvier 2017) de son périmètre.

## Missions
L'extension progressive de son périmètre d'intervention s'est accompagnée d'un élargissement des domaines de compétences de l'établissement.
Pour répondre aux besoins et enjeux variés de son territoire situé de part et d’autre de l’axe médian Rhône-Saône entre zones majoritairement détendues, fonds de vallée convoités et zones rurales, l’EPORA a adapté ses modalités d’accompagnement et développé ses outils, pour devenir un opérateur foncier à vocation généraliste et polyvalent tout en gardant son expertise dans le traitement des friches industrielles polluées. 
Il met en place des stratégies foncières pour mobiliser du foncier et favoriser le développement durable et la lutte contre l’étalement urbain. Il contribue à la réalisation de logements, notamment à la production de logements sociaux en tenant compte des priorités définies par les programmes locaux d’habitat. 
Il participe au développement des activités économiques pour renforcer l’attractivité de son territoire et à la protection contre les risques technologiques et naturels tout en préservant les espaces naturels et agricoles. 
Il est compétent pour réaliser toutes acquisitions foncières et immobilières dans le cadre de projets conduits par les personnes publiques et pour réaliser ou faire réaliser toutes les actions de nature à faciliter l'utilisation et l'aménagement ultérieur, au sens de l'article L. 300-1, des biens fonciers ou immobiliers acquis.
Il est compétent pour constituer des réserves foncières.
En vertu de la loi égalité et citoyenneté du 27 janvier 2017 qui a complété l’article L321-1 du code de l’urbanisme, l’EPORA peut appuyer les collectivités territoriales et leurs groupements en matière d'observation foncière, notamment dans le cadre du dispositif d'observation foncière mentionné à l'article L. 302-1 du code de la construction et de l'habitation.
L'action de l’établissement, pour le compte de l'État, des collectivités territoriales et de leurs groupements ou d'un autre établissement public s'inscrit dans le cadre de conventions. 

## Ressources
L'EPORA, ne perçoit aucun bénéfice des opérations qu’il engage. 
Pour financer son activité, l'établissement dispose des ressources suivantes : La TSE (Taxe Spéciale d'Équipement), le produit des cessions du foncier acquis, les subventions (Région , État, Europe) ou encore les prélèvements SRU auprès des communes déficitaires ou carencées.

## Gouvernance

### Le conseil d'administration
Après décret du 5 mai 2017, le conseil d'administration comporte 33 membres :   
- 25 représentants des collectivités territoriales ou de leurs groupements : 4 pour la région Auvergne-Rhône-Alpes , 8 pour les départements, 12 pour les EPCI à fiscalité propre et les communes non membres et 1 pour la métropole de Lyon.
- 4 représentants de l'État (un représentant pour chacun des ministres chargés du logement, de l'urbanisme, du budget et des collectivités territoriales)
- 4 représentants des chambres consulaires régionales :  Chambre de Commerce et d’Industrie de région Auvergne-Rhône-Alpes, chambre régionale d'Agriculture, chambre régionale des Métiers et de l'Artisanat, conseil économique, social et environnemental régional.

Depuis le 7 juillet 2017 le président de l'EPORA est Hervé Reynaud, maire de Saint-Chamond, il succède à Dino Cinieri.  

### La direction
Florence Hilaire est directrice générale de l'EPORA, depuis novembre 2018. 